# 新新公園
新新公園位於臺北市南港區南港路三段109巷南側，於2020年闢建，面積25,373平方公尺。公園中央的濕地水池，更可容納約2,600頓的水量，多樣性的主題配置如滿滿的濕地花園、挺水植物區與落羽松林區等。

## 週邊
- 昆陽站 (台北市)
- 臺北市立南港高級中學

## 外部連結
- 新新公園 - 公園走透透 （页面存档备份，存于）